# Kuytuca, Göle
Kuytuca là một xã thuộc huyện Göle, tỉnh Ardahan, Thổ Nhĩ Kỳ. Dân số thời điểm năm 2010 là 1.012 người.